# Shaftesbury Capital
Shaftesbury Capital plc (früher: Capital & Counties Properties plc) ist ein britisches Immobilieninvestment- und -entwicklungsunternehmen mit Sitz in London, das sich auf Standorte im Londoner West End konzentriert, darunter Covent Garden, Chinatown London und Carnaby Street, Soho.
Im Juli 2024 beliefen sich die verwalteten Mittel auf insgesamt ca. 4,8 Mrd. Pfund. Das Portfolio umfasst (Stand 2024) 640 Gebäude mit 2000 Einheiten, davon 34 % Einzelhandel, 34 % Gastronomie und Freizeiteinrichtungen, 18 % Büros und 14 % Wohnungen.
Das Unternehmen ist an der Londoner Börse und der Johannesburger Börse gelistet und Teil des FTSE 250 Index.

## Geschichte
Capital & Counties wurde 1933 gegründet und baute ein Immobilienportfolio in London und den Home Counties auf. Es wurde 1992 von Transatlantic Holdings übernommen.
Im Mai 2010 wurde Capital & Counties Properties von Liberty International (ehemals Transatlantic Holdings plc) abgespalten.
Das Unternehmen war an Great Capital Partnership beteiligt (einem 50:50-Joint-Venture mit Great Portland Estates, das in Gewerbeimmobilien in den Gebieten Regent Street und Piccadilly investierte), aber dieses Unternehmen verkaufte seine verbleibenden Vermögenswerte im Juni 2013.
Das Unternehmen war auch stark im Gebiet Earl's Court beteiligt, verkaufte seine Anteile (hielt es gemeinsam mit Transport for London) im November 2019 an Delancey und einen niederländischen Pensionsfonds. Im Dezember 2019 erhielt es den REIT-Status.
Im Juni 2020 vereinbarte Capital & Counties Properties den Kauf der Beteiligung des Immobilienmagnaten Samuel Tak Lee an seinem Konkurrenten Shaftesbury. Das Unternehmen erwarb einen Anteil von 26,3 % an Shaftesbury für 436 Millionen Pfund.
Am 2. März 2023 gab das Unternehmen die Umsetzung einer geplanten Fusion mit dem britischen Immobilieninvestmentfonds Shaftesbury plc bekannt. Im Rahmen der Fusion änderte Capital & Counties Properties plc seinen Namen in Shaftesbury Capital plc.